# 1871 Астијанакс
1871 Астијанакс (енгл. 1871 Astyanax) је Јупитеров тројански астероид са средњом удаљеношћу од Сунца која износи 5,274 астрономских јединица (АЈ).
Апсолутна магнитуда астероида је 11,0.